# SNCF BB 20200
Die BB 20200 ist eine französische Elektrolokomotivbaureihe für den Einsatz auf dem französischen Gleich- und Wechselstromnetz sowie dem Wechselstromnetz der DB und SBB. Die Lokomotiven wurden von Alsthom 1970 gebaut. Die Lokomotiven wurden 2006 ausgemustert, da mit der BB 37000 ein leistungsfähiger Nachfolger zur Verfügung stand. Die BB 20210 steht im Eisenbahnmuseum Mülhausen.

## Technik
Die Lokomotiven sind Teil der BB-Alsthom-Plattform, von der über 750 Lokomotiven in verschiedenen Varianten gebaut wurden. Die BB 20200 entstanden durch Ergänzung von 13 Lokomotiven aus der laufenden Serie der BB 25500 durch die elektrische Ausrüstung für den Betrieb mit 15 kV 16 2⁄3 Hz. Sie können somit unter den beiden französischen Stromsystemen 1500 V Gleichspannung und 25 kV Wechselspannung verkehren, aber auch im Grenzverkehr mit Deutschland und der Schweiz eingesetzt werden. Die Lokomotiven hatten Einmotordrehgestelle mit im Stillstand manuell schaltbaren zweistufigen Getrieben. In der Stellung für Personenzüge erreichte sie eine Höchstgeschwindigkeit von 140 km/h, in der Stellung für Güterzüge 100 km/h. Alle BB 20200 waren mit Wendezug- und Doppeltraktionssteuerung ausgerüstet.